# Кондратьєв Георгій Петрович
Гео́ргій Петро́вич Кондра́тьєв (біл. Гео́ргій Пятро́віч Кандра́цьеў; нар. 7 січня 1960, с. Любаничі, Толочицький район, Вітебська область, БРСР, СРСР) —  радянський та білоруський футболіст, нападник. Майстер спорту СРСР. Нині — тренер. З квітня 2021 року — головний тренер збірної Білорусі. Заслужений тренер Республіки Білорусь (2012).

### Кар'єра
У дитинстві займався багатьма видами спорту відразу, брав участь у районних змаганнях з легкої атлетики. Вступивши до Вітебського технікуму фізкультури, став серйозно займатися футболом. В цей же час прийнятий до групи підготовки вітебської «Двіни», через деякий час став виступати у цій команді за основний склад у 2-й лізі союзної першості з футболу. За 2 сезони в команді проявив себе як бомбардир — у кожному з 2-х сезонів (1978 та 1979) забивав по 11 м'ячів.
1980 року був запрошений до мінського «Динамо». Оскільки в команді був дефіцит форвардів, майже відразу заграв в основі (у 1-му сезоні провів 11 ігор). Свого першого м'яча забив у ворота одеського «Чорноморця» 26 червня 1980 року. Цей був його єдиний гол у сезоні. 
Проте, вже наступний сезон провів в дублі. Більше того, два місяці (червень-липень) 1981 року грав за брестське «Динамо», одночасно будучи ще й військовослужбовцем. В кінці року був повернутий до Мінська, після чого став основним гравцем мінського «Динамо». Був капітаном команди один сезон.
З 1984 році став залучатися до ігор за збірну СРСР, за яку провів 14 ігор (в 5-ти виходив у стартовому складі) та забив 4 м'ячі. Кар'єра Кондра́тьєва в збірній СРСР завершилася одразу ж після зняття з посади головного тренера збірної СРСР Едуарда Малофєєва влітку 1986 року. У сезоні 1988 року, після повернення до Мінська Малофєєва, грав нестабільно, забив всього 1 гол. У підсумку Малофєєв відрахував Кондратьєва з «Динамо».
У 1989 році Георгій переїхав до Одеси, де провів два сезони за місцевий «Чорноморець». В 1991 році, розраховуючи на допомогу в зарубіжному працевлаштуванні, переїхав грати в Москву за місцевий «Локомотив». У 2-й половині 1991 року три місяці грав за австрійський клуб «Санкт-Пельтен», в якого «зламався» основний форвард. Після повернення до складу нападника Кондратьєв поїхав додому. У 1992 році провів 3 гри за фінський клуб 2-го дивізіону «КуПС» з міста Кемі.
1992 року грав за «Молодечно», але в стартовому матчі чемпіонату Білорусі 1992—1993 вдарив суддю та отримав дискваліфікацію на 15 ігор. 1992 року переїхав в Україну, де разом з екс-динамівцем Сергієм Гомоновим виступав за «Темп» з Шепетівки.
1993 року грав в німецькій Оберлізі за «Вісмут» з Гери. Після 5-ти ігор поїхав додому робити візу, але оформити її у термін не встиг. У клубі відмовилися платити футболістові зарплату за запізнення і Кондратьєв знову повернувся додому.
Чотири роки грав у Фінляндії за команду «КаІК» разом з Юрієм Желудковим та Валерієм Олійником.

## Тренерська діяльність
1986 року закінчив Білоруський державний університет фізичної культури. У 2003 році поступив та закінчив 2004 року ВШТ. 12 грудня 2010 року в Москві закінчив 240-годинне навчання в ВШТ на тренерських курсах та отримав ліцензію Pro. Тренерську роботу розпочав у 1998 році як другий тренер мозирської «Славії», де закінчував кар'єру гравця. У 2000—2002 роках працював другим тренером мінського «Динамо», причому з липня по жовтень 2001 року виконував обов'язки головного тренера. Працював головним тренером вітебського «Локомотива» (2003—2004) та «Сморгоні» (2005—2008).
З 2009 року працював з молодіжною збірною Білорусі (до цього 2 сезони працював у ній асистентом та в.о. головного тренера (2006—2009)), з якою став бронзовим призером чемпіонату Європи та завоював путівку на Олімпійські ігри 2012.
8 грудня 2011 року Кондратьєв очолив національну збірну Білорусі, змінивши на цій посаді німецького фахівця Бернда Штанге. 13 жовтня 2014 року подав у відставку.
З квітня 2021 року — знову головний тренер збірної Білорусі.

## Досягнення

### Командні
- «Динамо» (Мінськ)
  - Чемпіон СРСР: 1982;
  - Бронзовий призер чемпіонату СРСР (1): 1983;
  - Фіналіст Кубка СРСР: 1986—87.
- «Чорноморець» (Одеса)
  - Володар Кубка Федерації футболу СРСР: 1990.

### Особисті
- Член клубу Григорія Федотова: 115 голів;
- Двічі включався в список 33 найкращих футболістів сезону в СРСР: 1985, 1987;

Як тренера
- Білорусь (U-21)
  - Бронзовий призер молодіжного чемпіонату Європи 2011;
  - Найкращий тренер Білорусі: 2011.